# Fenugrec
Trigonella foenum-graecum · Trigonelle, sénégrain
Espèce
Classification phylogénétique
Le fenugrec, ou trigonelle fenugrec, aussi appelé trigonelle ou sénégrain (Trigonella foenum-graecum), est une espèce de plantes à fleurs de la famille des Fabacées. Il est classé parmi les espèces de plantes herbacées, section des protéagineux. Il est utilisé principalement comme plante médicinale et condimentaire.

## Description
Le fenugrec est une plante annuelle aux feuilles composées de trois folioles ovales, semblables à celles de la luzerne, qui peut atteindre 60 centimètres de hauteur.
Les fleurs d'un blanc jaunâtre donnent des fruits qui sont des gousses de huit centimètres de long renfermant dix à vingt graines anguleuses de couleur brun clair, à forte odeur caractéristique.

## Étymologie
Le nom du genre Trigonella, du grec ancien τρίγωνος / trígōnos, « triangulaire », fait référence à la forme anguleuse de sa graine.
L'épithète spécifique foenum-græcum, dérivée du latin fenum (ou foenum) « foin », et græcus, « grec », rappelle son utilisation comme fourrage dans l'Antiquité.

## Histoire et répartition
Le fenugrec est originaire de l'Afrique du Nord (région méditerranéenne). Les Égyptiens le cultivent depuis 4000 ans. Il  s'est répandu très tôt dans les mondes méditerranéen et indien, sous le nom de methi, puis jusqu'en Chine[réf. nécessaire].
Il est cité au Moyen Âge dans le capitulaire De Villis, qui fut à l'honneur jusqu'au XVIIe siècle.
En France, il est répandu sur une ligne allant de la Gironde à la frontière italienne. Il est plus rarement localisé ailleurs.

## Odeur et saveur de fenugrec

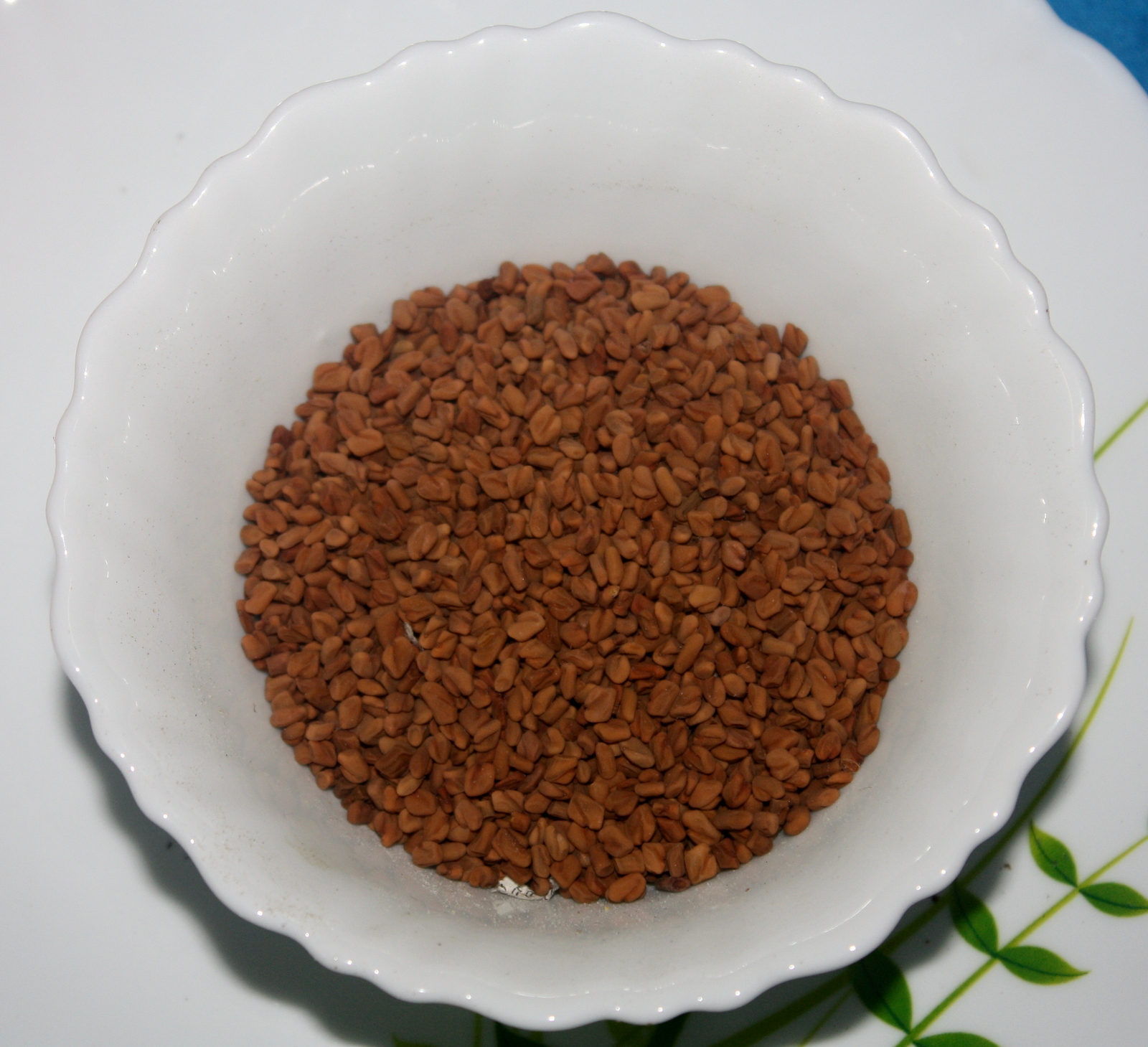

La graine dégage une odeur forte, similaire à du caramel ou du Zan[source insuffisante]. Le terme « odeur de fenugrec » est utilisé en botanique et en mycologie pour qualifier les composantes aromatiques de certains champignons (par exemple les lactaires).
La saveur des graines est amère et rappelle le céleri et la noix.

## Utilisation

### Plante médicinale

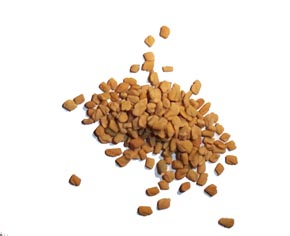
Graines de fenugrec.

Le fenugrec entrait dans le processus d'embaumement des anciens Égyptiens.
Inscrite au codex pharmaceutique en France depuis le XVIIe siècle, la substance active est isolée dans les graines. On en trouve encore dans les officines traditionnelles sous forme de graines à inclure dans les préparations[réf. nécessaire].

#### De nombreuses allégations prouvées ou non concernant les bienfaits du fenugrec
Au Moyen Âge, la plante était censée lutter contre la chute des cheveux et elle entre toujours dans des préparations capillaires en Inde et au Moyen-Orient, en particulier dans le traitement des pédiculoses du cuir chevelu (poux).
On lui a depuis trouvé d'autres propriétés plus avérées : la plus clairement établie est son activité hypoglycémiante (réduction de la glycémie) dans certains diabètes,,, suivie de son activité hypocholestérolémiante (réduction du taux de cholestérol et des triglycérides), ce qui rend cette plante très intéressante dans le traitement des facteurs de risques cardiovasculaires. Selon une revue systématique publié en 2022, la supplémentation de plus de 10 g de fenugrec en poudre par jour, a considérablement amélioré la glycémie à jeun, les triglycérides, les lipoprotéines de haute densité, le tour de taille et la tension artérielle systolique, chez les personnes atteintes de diabète de type 2.
Son action galactogène (lactation) est reconnue dans les pays du monde arabe,. D'où son nom arabe, حلبه (hèlba), qui provient de حليب (halib) qui signifie « lait ». En Tunisie, un plat traditionnel, كسكسي بالحلبه (cos'ksi bel hèlba) : « couscous au fenugrec », est fortement conseillé aux femmes après l'accouchement et ce, pendant toute la période d'allaitement — deux ans en moyenne —, à une fréquence d'une fois par semaine. En Algérie, il existe un plat similaire préparé par les femmes ménopausées. C'est la mraura faite avec du fenugrec, des herbes aromatiques et du carvi. Au Maroc un plat préparé dans les mêmes buts/occasions qui s'appelle Rfissa contient également du fenugrec
Le fenugrec est hépatoprotecteur, en particulier dans l'intoxication à l'éthanol et dans la stéatose hépatique associée à l'obésité.
C'est aussi un agent anabolisant (anti-fatigue) après un exercice intense, et il semblerait qu'il freine la fonte musculaire chez les personnes âgées.
Le fenugrec pourrait avoir un effet préventif sur l'apparition de certains types de cancers, en particulier du colon,, du sein, et de la vésicule biliaire. On a ainsi envisagé d'utiliser ses propriétés anti-oxydantes en tant qu'anticancéreux ou dans la prévention des effets délétères des mécanismes d'ischémie-reperfusion au niveau cardio-vasculaire.
Une action anti-parasitaire du fenugrec a aussi été rapportée, ainsi qu'un effet antifongique d'un peptide isolé du fenugrec.
Il est utilisé dans l'ayurveda (la médecine traditionnelle indienne), ainsi qu'au Maghreb pour traiter la constipation,. Il est conseillé d'avaler des graines de fenugrec avec de l'eau (comme des comprimés) ; on peut aussi boire l'eau dans laquelle des graines de fenugrec ont macéré.
En Égypte, une des approches traditionnelles chez les femmes pour gagner du poids et pour le mal de ventre est d'utiliser l'infusion de fenugrec .

#### Précautions
On doit toutefois noter une interaction potentielle entre le fenugrec et un certain nombre de médicaments dont les anticoagulants oraux. Il est donc recommandé, si l'on suit un traitement par anti-vitamine K, ou par warfarine, de suivre ses données biologiques (INR) de manière rapprochée lors de l'initiation d'un régime contenant du fenugrec.
D'autre part, dans des pays où la malnutrition est endémique, le fenugrec agit aussi en tant qu'inhibiteur de l'absorption du fer, pouvant entraîner des anémies alors que l'apport en fer est adéquat. De plus, c'est une plante apéritive (elle donne faim).
L'ingestion de fenugrec peut donner une odeur particulière aux urines et à la sueur, rappelant celle de la maladie du sirop d'érable.
Des cas d'allergie et d'asthme occupationnel induits par le fenugrec ont été rapportés. Enfin, certaines préparations exotiques de fenugrec peuvent contenir des contaminants comme l'aflatoxine à des doses faibles. Le fenugrec étant dans la même sous-famille que la plante Arachis, les personnes allergiques aux arachides sont plus à risques pour ce qui est des cas d'allergies alimentaires au fenugrec,.
Une mise à jour très complète de l'utilisation du fenugrec en thérapeutique a été publiée en 2003.
Le fenugrec faisant l'objet de campagnes commerciales agressives sur internet pour des utilisations thérapeutiques, nutritionnelles (lactation), esthétiques (croissance des seins), on peut rappeler que ses effets sont liés en partie à la présence de phytoestrogènes, comme chez d'autres fabacées (mélilot, luzerne, soja), et que les effets de ceux-ci sont controversés, positifs ou négatifs, en particulier pour ce qui concerne les cancers, surtout en cas de consommation importante. Voir aussi le cancer du sein et les choix alimentaires.

### Plante condimentaire

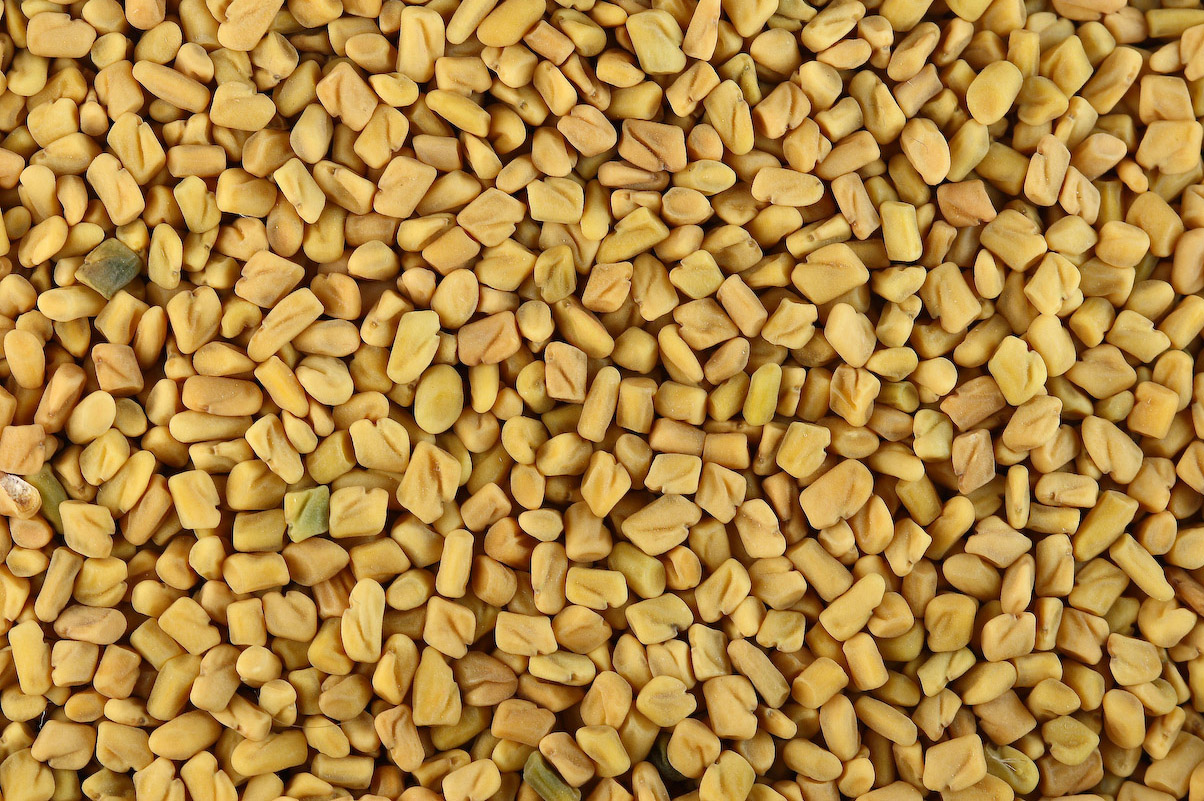
Graines de fenugrec.

Le fenugrec est une épice très riche qui contient du phosphore, du fer, du soufre, de l'acide nicotinique, des alcaloïdes, saponines (à l'origine de ses propriétés stimulantes de l'appétit), flavonoïdes, glucides, vitamines A, B1, C, magnésium, calcium, lécithine, protéines (30 %), des saponines stéroïdes (diosgénine et yamogénine, qui contribuent à la synthèse du cholestérol et des hormones sexuelles).
La graine et la feuille sont des ingrédients de la cuisine indienne où on l'appelle méthi. La graine doit être grillée ou ramollie dans l'eau avant son utilisation en poudre dans le masala. C'est un des ingrédients du curry. Les feuilles s'emploient comme des pousses d'épinard. En Afrique et au Moyen-Orient, le fenugrec entre dans la fabrication de mélange d'épices aromatiques, sous différents noms vernaculaires, comme le ras-el-hanout maghrébin.
En cuisine marocaine, la graine est également utilisée telle quelle dans la terda, ou « tagine de récupération ». C'est une cuisson longue d'oignons, d'ail, de paprika, de gingembre, de safran, servant de base à un bouillon dans lequel vont cuire ensuite des lentilles et des fèves sèches et enfin des tomates fraîches… Cela aboutit à une sorte de « sauce » épaisse qui sera versée sur du pain complet (ou de campagne) rassis (d'où la notion de récupération) coupé en petits morceaux, le tout étant présenté dans un grand tagine familial. Lié à la région de Marrakech, c'est un plat qui se prépare les jours où le travail domine à la maison (grand ménage, distillation de la fleur d'oranger…) car il demande peu de surveillance au cours de la cuisson et pratiquement pas de préparation en amont.

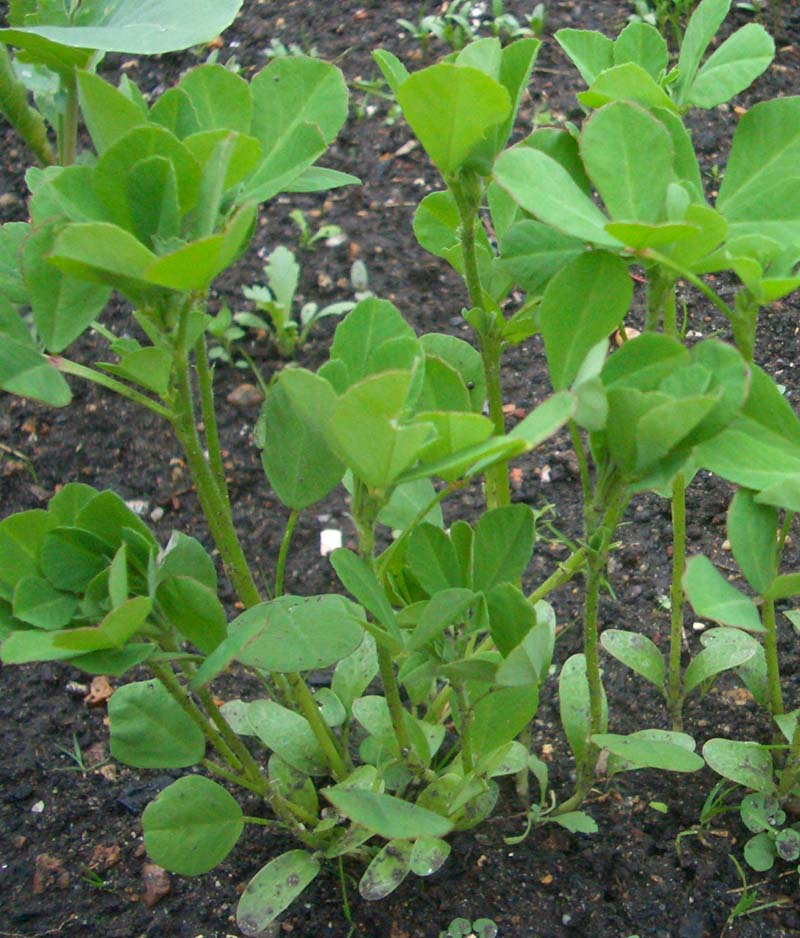
Plants de fenugrec au stade premières feuilles trifoliées.

Des extraits de fenugrec sont présents dans le Viandox.
On en extrait aussi une huile essentielle.

### Engrais vert et fourrage
Le fenugrec est utilisé en viticulture et agriculture comme engrais vert ou couvert végétal. Cette plante annuelle peut donc être semée de mars à septembre et couvrir une parcelle pendant trois mois. Elle est détruite par le gel à -5°.
En Inde, il est utilisé comme fourrage.

### Plante tinctoriale
Le fenugrec est également une plante tinctoriale qui permet de teindre les textiles en un très beau rouge incarnat.[réf. nécessaire]« Le fenugrec produit dans le Languedoc est précieux pour aviver les couleurs ».

## Production
L'Inde et plus particulièrement l'état du Rajasthan domine la production et la consommation mondiales de fenugrec essentiellement sous forme de graines et d'huile (oléorésine). Depuis les années 1960 des exportations significatives sont opérées vers les pays occidentaux et le Japon.